# Simple Data Integrator
Simple Data Integrator (SDI)は、クラウドテクノロジーラボ (英語表記：Research Institute of Cloud Computing Technology https://www.ricct.com  ) が開発しているデータ連携（Extract/Transform/Load）ソフトウェア。

## 特長
プロキシー機能を持つSDI Gateway Serviceが用意され、離れた拠点間やオンプレミスとクラウドの間にインターネット回線を使って、セキュアにデータ連携（Secure Sockets Layer）の実現が可能。（その際VPNや専用線の構築は不要。）

## 対応データ

### ソース
- データベース: Oracle、SQL Server、MySQL、PostgreSQL、DB2、ODBC、Azure Synapse、BigQuery、Snowflake
- ファイル: CSV、Excel、JSON、XML
- Webサービス:Web Service、 REST API

### ターゲット
- データベース: Oracle、SQL Server、MySQL、PostgreSQL、Azure Synapse、BigQuery、Snowflake
- ファイル: CSV、Excel、JSON、XML

## 参考資料
- Simple Data Integrator公式サイト

## 文献
- データ連携ツールSimple Data Integrator (SDI) 実践入門